# Oberer Busch
Der Obere Busch ist eine Flur und ein Wohnplatz im Süden der kreisfreien Stadt Worms in Rheinland-Pfalz.

## Beschreibung
Der Obere Busch liegt zwischen der Bundesstraße 9 im Westen und dem Rhein im Osten südlich des Mittleren Buschs. Südlich grenzt jenseits der Isenach die zu Bobenheim-Roxheim gehörende Bonnau und westlich der ebenfalls zu Bobenheim-Roxheim gehörende Wohnplatz Nonnenbusch an. 
Der Nordteil des Oberen Buschs wird als Ackerland genutzt. Im Südteil befinden sich zwei Gewerbebetriebe, die Freilichtbühne des Theaterkreises Bobenheim-Roxheim 1975 und ein Wohnhaus. Das Gebiet wird durch die zwischen Bundesstraße 9 und dem Rhein verlaufende Kreisstraße 8 erschlossen; diese endet in einer NATO-Rampe, deren Pendant auf hessischer Seite auf der Lampertheimer Bonnau liegt.
Der gesamte Bereich gehört zum Landschaftsschutzgebiet Rheinhessisches Rheingebiet.

## Namensherkunft
Die Bezeichnung „Busch“ bezieht sich auf die verbuschten Auwaldbereiche entlang des Rheins vor der Rheinbegradigung im 19. Jahrhundert, die Lageangabe „oberer“ auf die Lage zum Stadtzentrum, wobei der „Untere Dalberger Busch“ im Bereich der Bürgerweide der Stadt am nächsten und der „Obere Busch“ am fernsten war.